# 케른스
케른스(Kerns)는 스위스 옵발덴주의 마을이다.

## 역사
케른스는 1036년에 Chernz로 처음 언급되었지만, 이 언급은 원본 문서의 14세기 복사본에서 나온 것이다. 1101년 이후에는 일반적으로 Chernes로 언급되었다.

## 지리

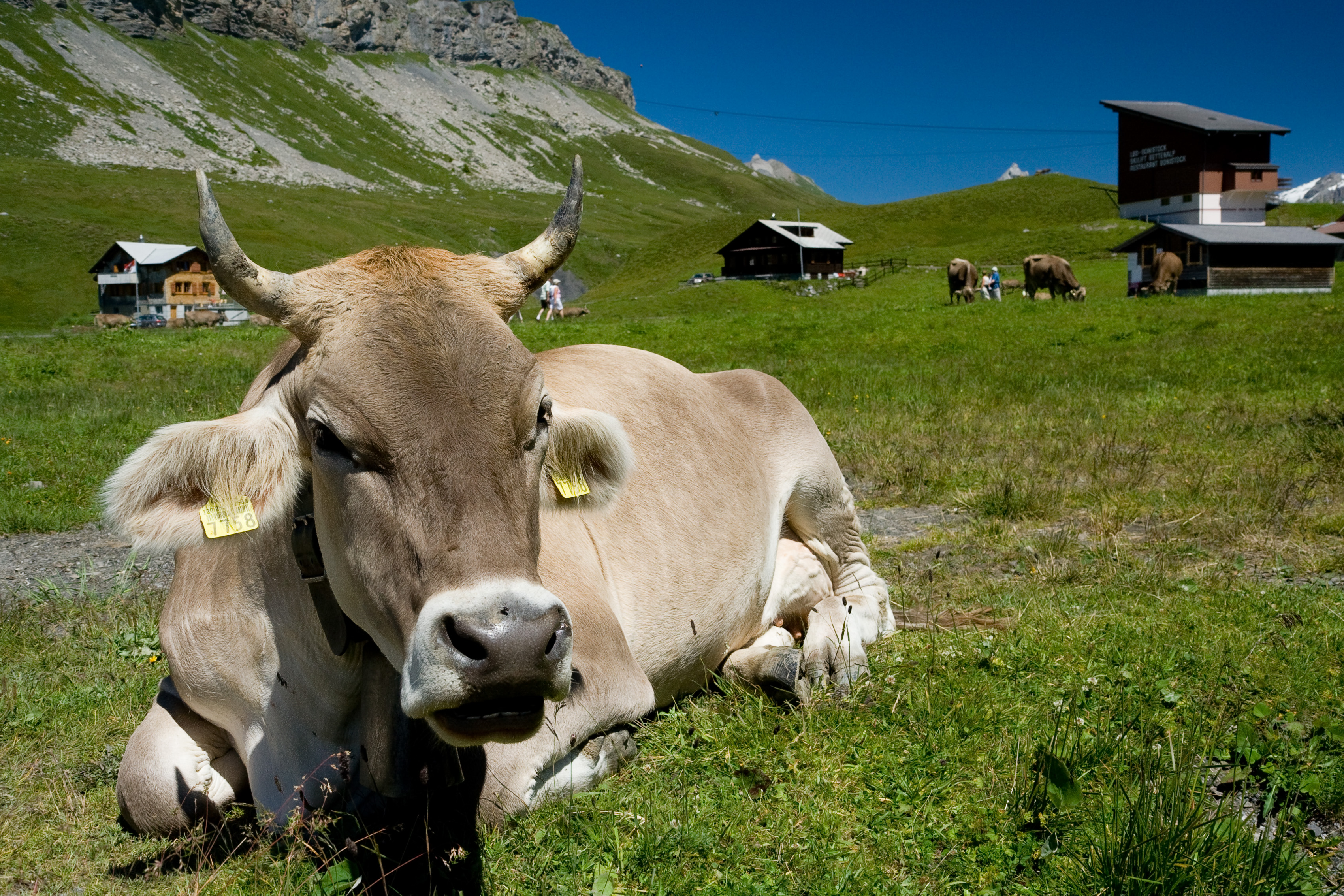
멜히제-프루트 근처의 고원의 스위스 소

케른스의 면적은 2006년 기준으로 92.6k㎡이다. 이 지역의 46.7%는 농업용으로 사용되며 28.8%는 산림이다. 나머지 토지 중 2.5%는 정착지(건물 또는 도로)이고 나머지(21.9%)는 비생산적(강, 빙하 또는 산)이다.
시정촌은 자르너 계곡과 멜히 계곡의 슈탄저호른과 아르피그라트산의 남서쪽 경사면에 있는 테라스에 있다. 이곳은 주에서 가장 큰 시정촌이다. 케른스는 도르프, 지베니히, 비저렌, 할텐 및 드트리트 구간이 있는 케른스 마을, 장크트클라우젠과 멜히 계곡의 작은 마을, 멜히제-프루트 리조트로 구성된다.

## 인구통계
2020년 12월 31일 기준, 케른스의 인구는 6,332명이다. 2007년 현재 전체 인구의 8.0%가 외국인이다. 지난 10년 동안 인구는 7.9%의 비율로 증가했다. 2000년 기준, 인구 대부분은 독일어(96.2%)를 사용하며, 알바니아어가 2위(1.3%)이고 포르투갈어가 3위(0.5%)이다.

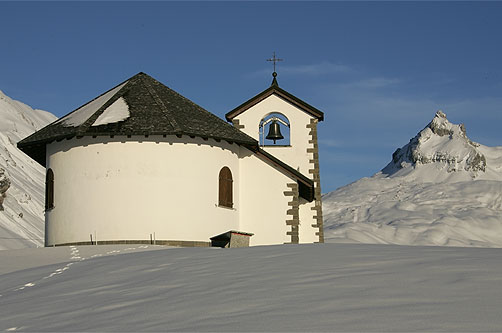
멜히제-프루트 예배당, 그라우슈토크 봉이 배경에 있다

2000년 기준으로 인구의 성별 분포는 남성 49.8%, 여성 50.2%였다. 2000년 현재 1,700가구가, 2008년에 케른스에만 2,110가구가 있었는데, 장크트니클라우젠에 15가구, 멜히탈에 180가구, 멜히제-프루트에 15가구이다.
2007년 연방 선거에서 가장 인기 있는 정당은 38.1%의 득표율을 기록한 SVP였다. 다음으로 가장 인기 있는 세 정당은 CVP (36.6%), 기타(16.9%) 및 SPS (8.3%)였다.
케른스에서는 인구의 약 67.5%(25-64세)가 비필수 고등교육 또는 추가 고등교육(대학 또는 응용학문대학)을 완료했다.
케른스의 실업률은 0.85%이다. 2005년 기준으로 1차 경제 부문에 445명이 고용되어 있으며, 이 부문에 약 172개 기업이 참여하고 있다. 644명이 2차 부문에 고용되어 있고, 이 부문에 65개의 기업이 있다. 853명이 3차 부문에 고용되어 있으며, 이 부문에는 136개의 기업이 있다.
2007년 현재, 종교 인구 분포는 다음과 같다. 4,654명(83.6%)이 로마 가톨릭 신자이고, 251명(4.5%)이 스위스 개혁 교회에 속해 있다. 다른 교회(인구 조사에 등재되지 않음)에 속하거나 교회가 없는 660명의 개인(또는 인구의 약 11.86%)이 있다.
역사적 인구는 다음 표에 나와 있다.
| 년도 | 인구  |
| ---- | ----- |
| 1744 | 1,820 |
| 1758 | 1,695 |
| 1799 | 1,999 |
| 1811 | 2,236 |
| 1850 | 2,509 |
| 1900 | 2,392 |
| 1950 | 3,406 |
| 1960 | 3,553 |
| 1970 | 3,881 |
| 1980 | 4,200 |
| 2000 | 5,101 |
| 2007 | 5,523 |

## 명소
케른스의 주요 명소는 장크트클라우젠 예배당, 오래된 다리 호헤 브뤼케(Hohe Brücke) 및 멜히탈 순례교회이다. 멜히호가 있는 스키 지역과 산악리조트 멜히제-프루트도 케른스 지자체의 일부이다. 타넨제 저수지는 1,976m 높이의 마을 위에 있다.

## 교통
케른스에서 자르너스트라세는 자르넨과 A8 고속도로의 자르넨 북 교차로까지 이어진다. 슈탄저스트라세(주 도로)는 에네트무스를 거쳐 슈탄스까지 케른발트를 통과한다. 멜히탈러스트라세는 장크트니콜라우젠을 통해 멜히탈로 연결되며, 멜히탈에서 슈토크알프까지 연결되며, 여기서 멜히제-프루트는 곤돌라로, 여름에는 단일 차선 도로로 도달할 수 있다. 게기스빌러스트라세는 케른스에서 케기스빌까지, 플뤼엘리스트라세는 고가교를 지나 플뤼엘리-란프트까지 이어진다. 좁은 길은 비서렌 지구에서 (또한 운터할텐을 통해 시내 중심에서) 엥겔베르크 계곡의 달렌빌로 에허리 고개위로 이어진다.
케른스 시정촌은 자르넨(기차역) - 케른스 - 슈탄스(기차역) 및 장크트야콥 - 케른스 - 자르넨(기차역) 포스트버스 노선으로 대중교통 네트워크에 연결되어 있다. 우편 버스 노선 자르넨(기차역) - 멜히탈 - 슈토크알프도 관광 산업을 여는 역할을 한다. 저녁에는 자르넨에서 케른스를 거쳐 플뤼엘리-란프트까지 가는 버스도 운행된다.

## 갤러리

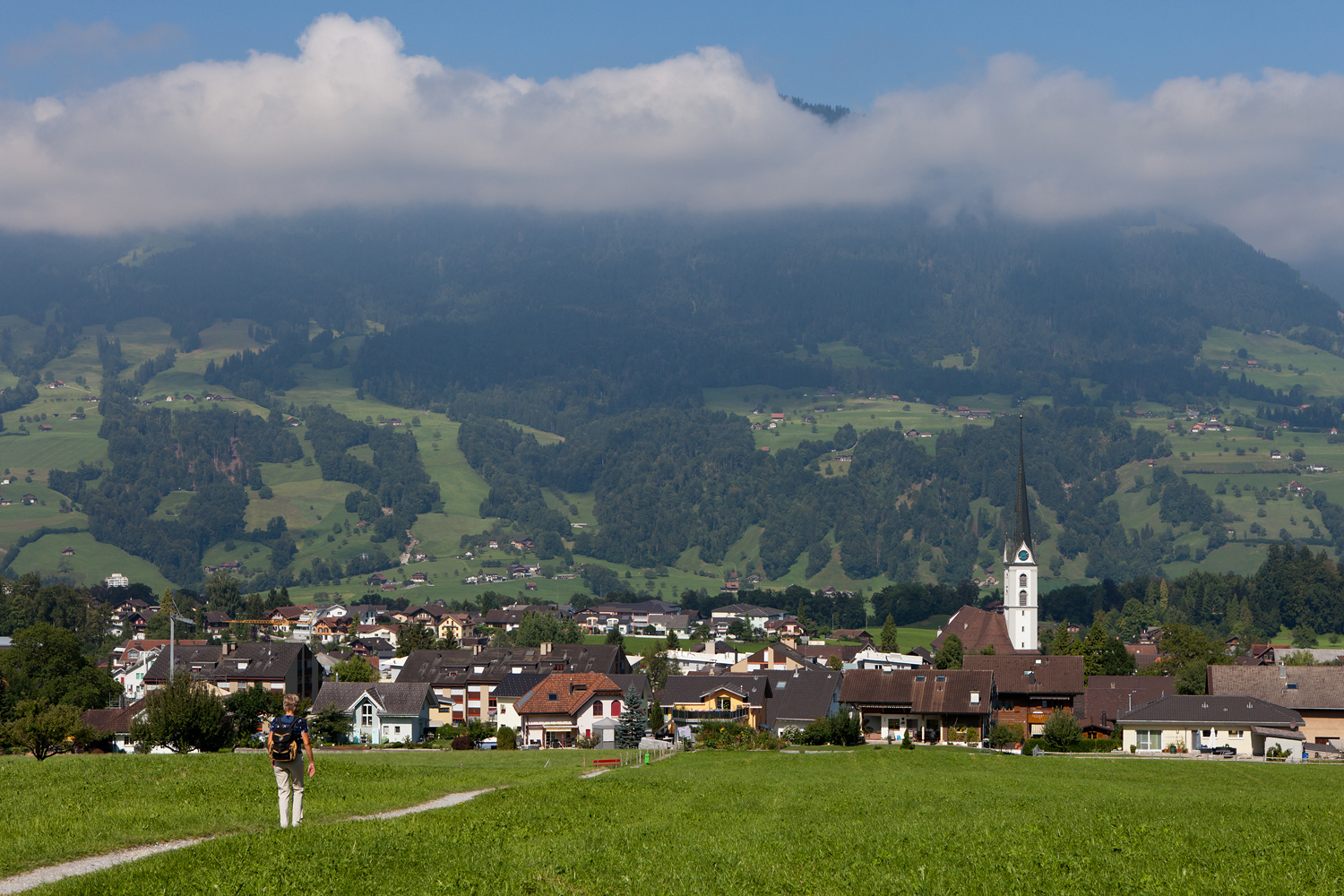
케른스
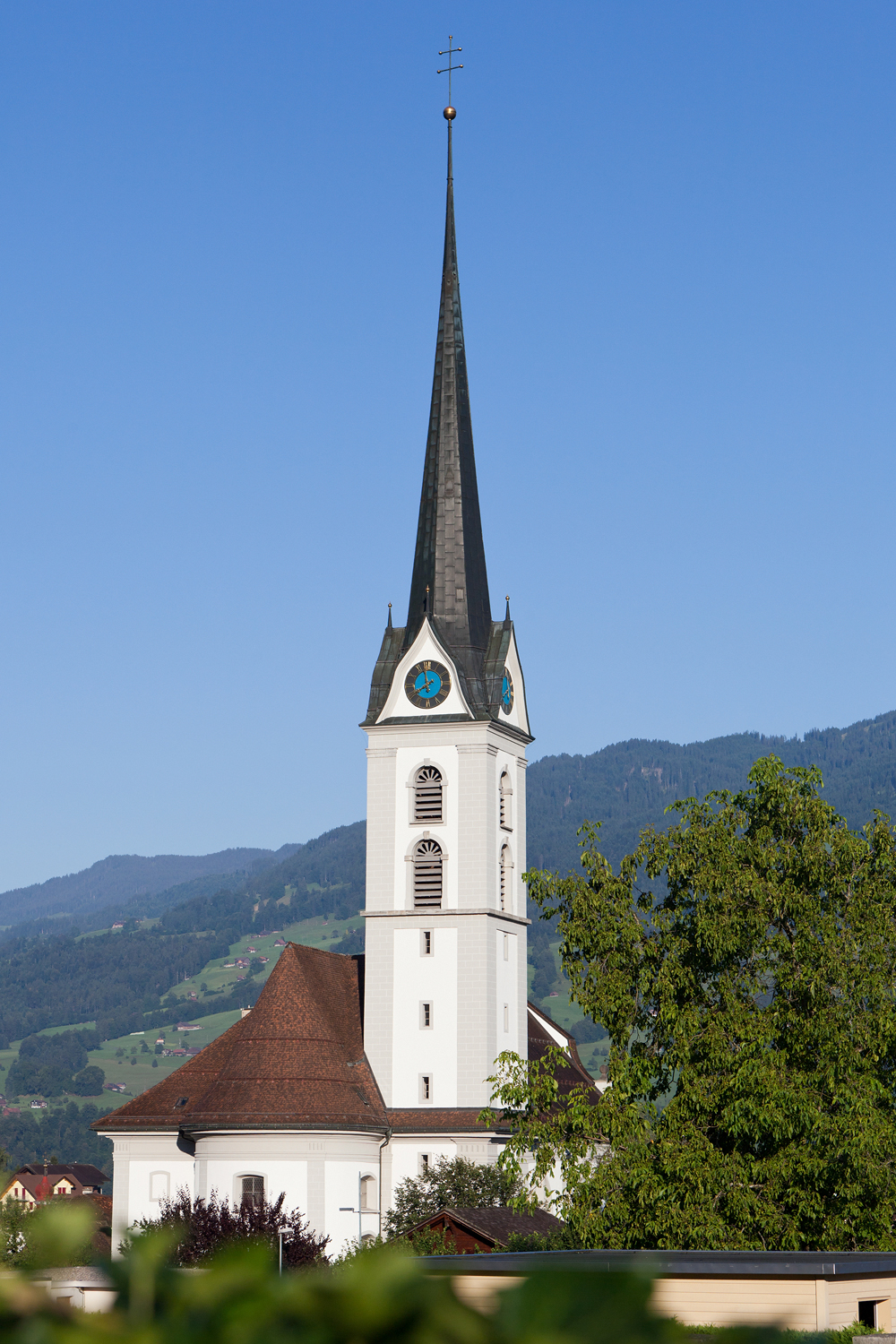
장크트갈루스 교구 교회
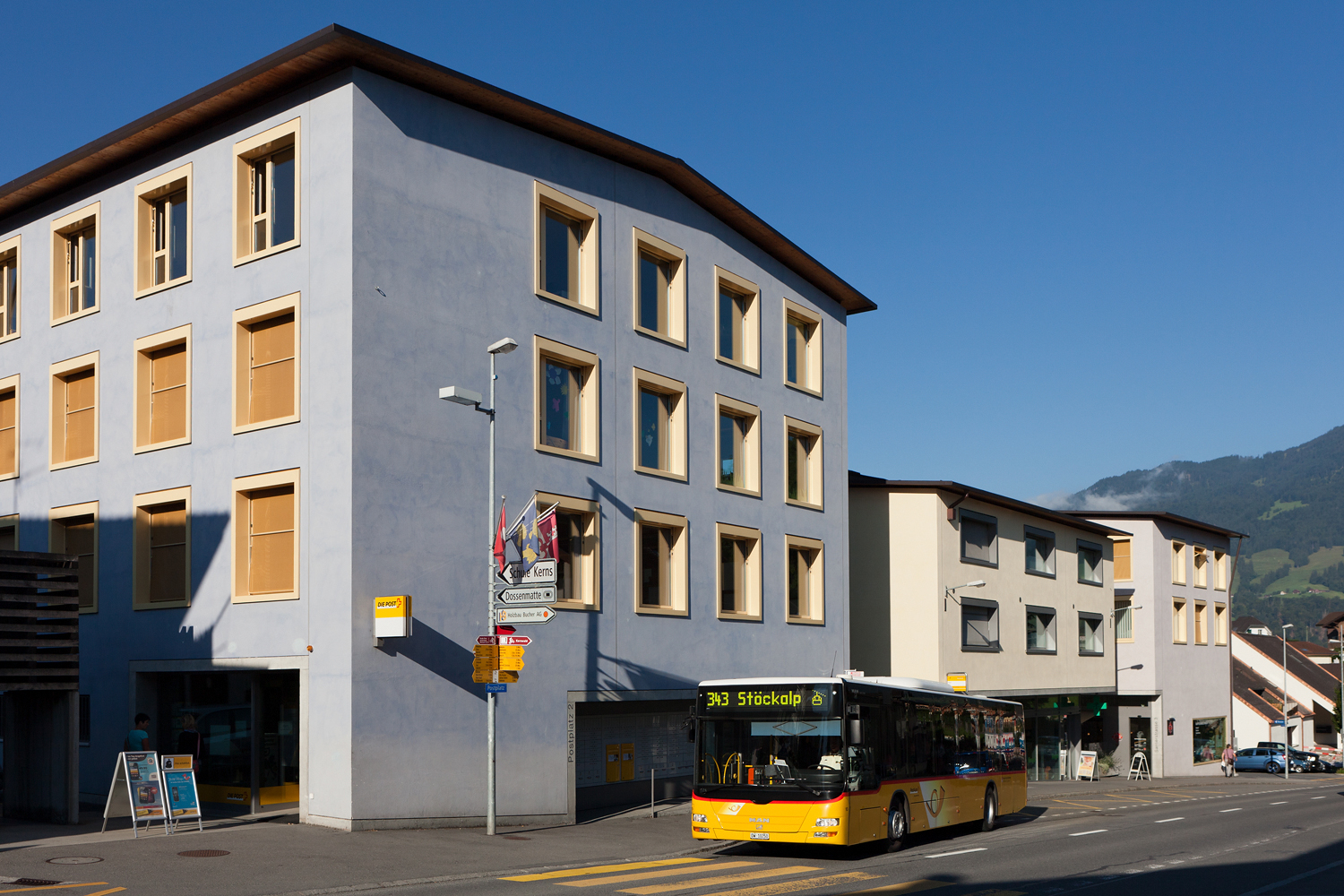
우체국이 있는 자르너스트라세
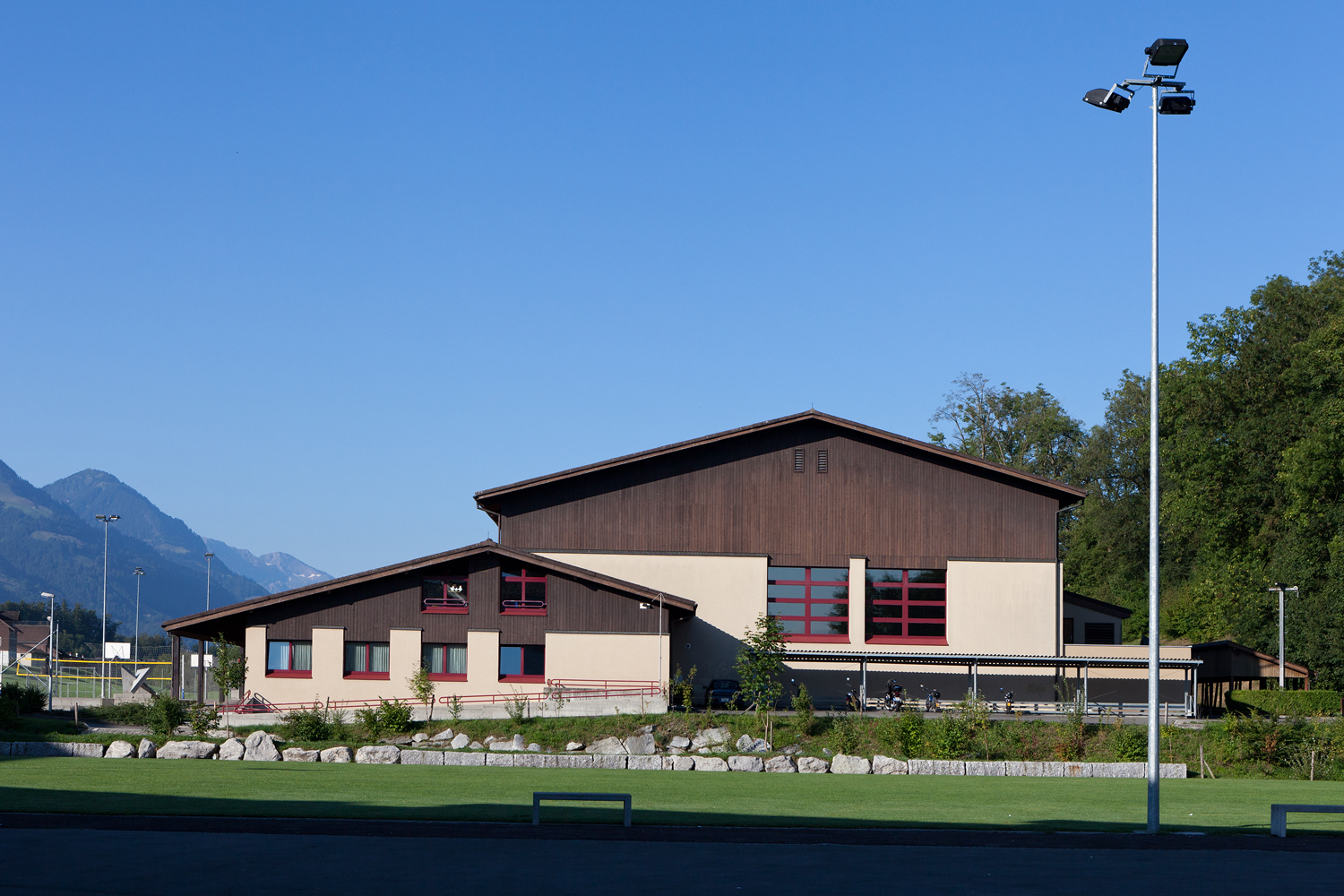
도센할레
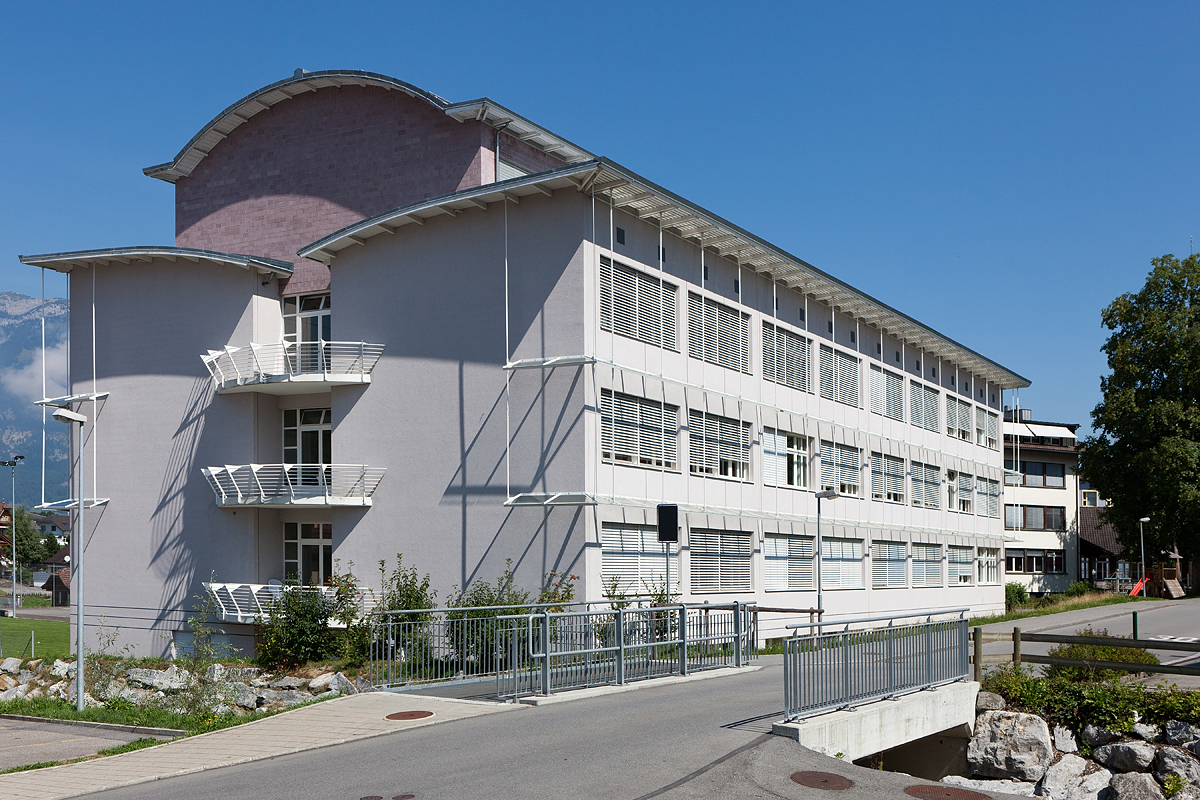
지데른 학교 건물
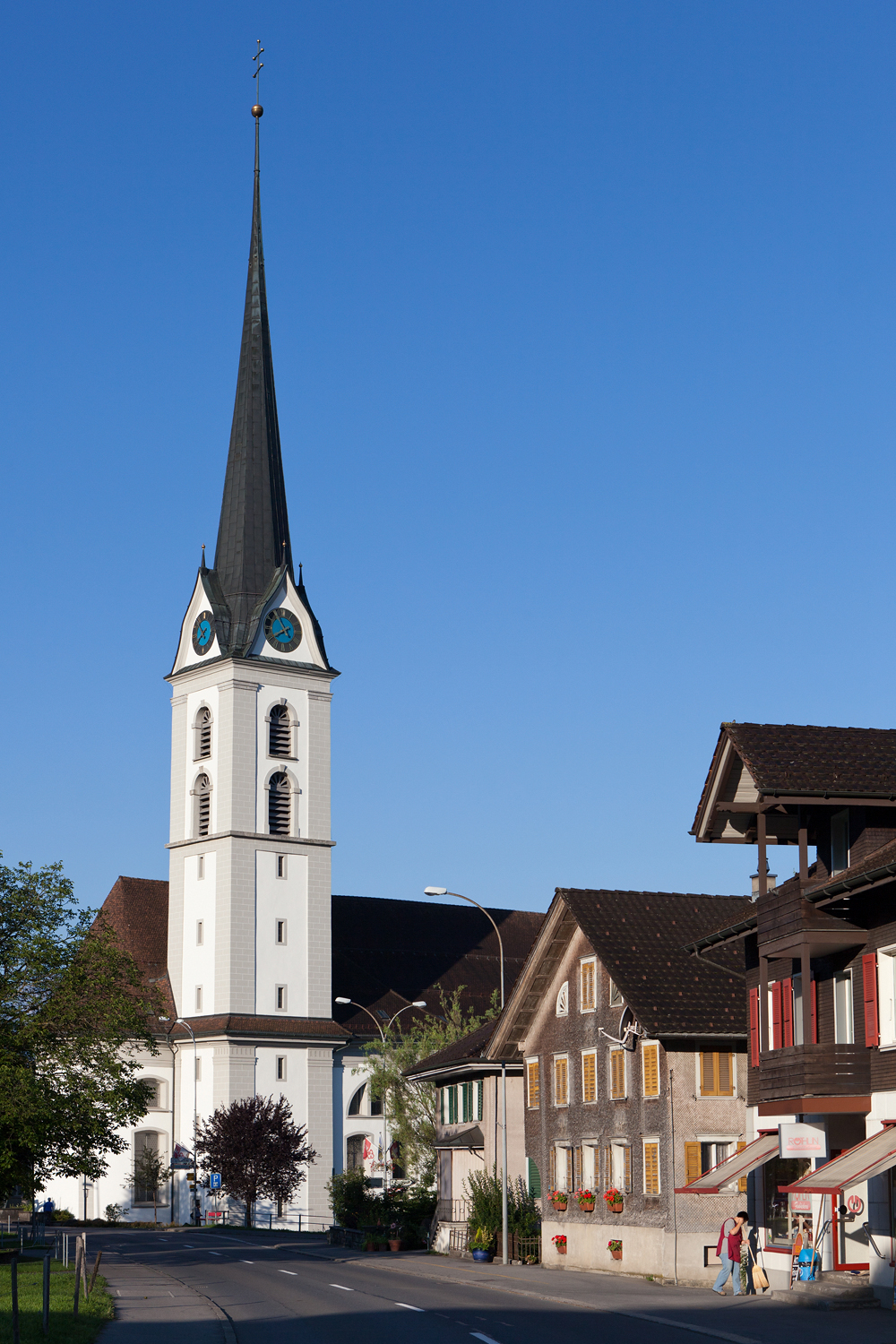
슈탄저스트라세